# Негеде
Негеде́ (перс. نقده‎, азерб. Sulduz / Nəqədə / سولدوز / نقده, курд. Neqede) — город в Иране, в провинции Западный Азербайджан. Расположен в 23 километрах к юго-западу от озера Урмия на высоте 1 300 метров выше уровня моря.

## История
Территория, на которой расположен город, была заселена уже в 6 тысячелетии до н. э., о чём свидетельствует результаты раскопок, проведённых в 5 километрах к северу от Негеде, в местечке Гасанли.
Негеде является местом компактного расселения карапапахов, рассматриваемых также как субэтнос азербайджанцев и мигрировавших сюда после занятия русскими территории юго-западного Кавказа в 1828 году.
В 1946—1947 годах город контролировался войсками Мустафы Барзани, провозгласившего просоветскую Мехабадскую республику в юго-западных районах тогда ещё единой провинции Азербайджан. 
В 1979—1980 годах в Негеде располагался один из основных очагов курдского движения за автономию и культурные права, подавленный исламским режимом.
На 1979 год город был населён преимущественно азербайджанцами (65 %) и курдами (35%). С тех пор курдское население увеличилось. До 1953 года здесь проживала небольшая (в 1901 году — 800 душ) община курдистанских евреев, переселившаяся почти полностью в Израиль.